# Ludwigstraße 11 (Mönchengladbach)

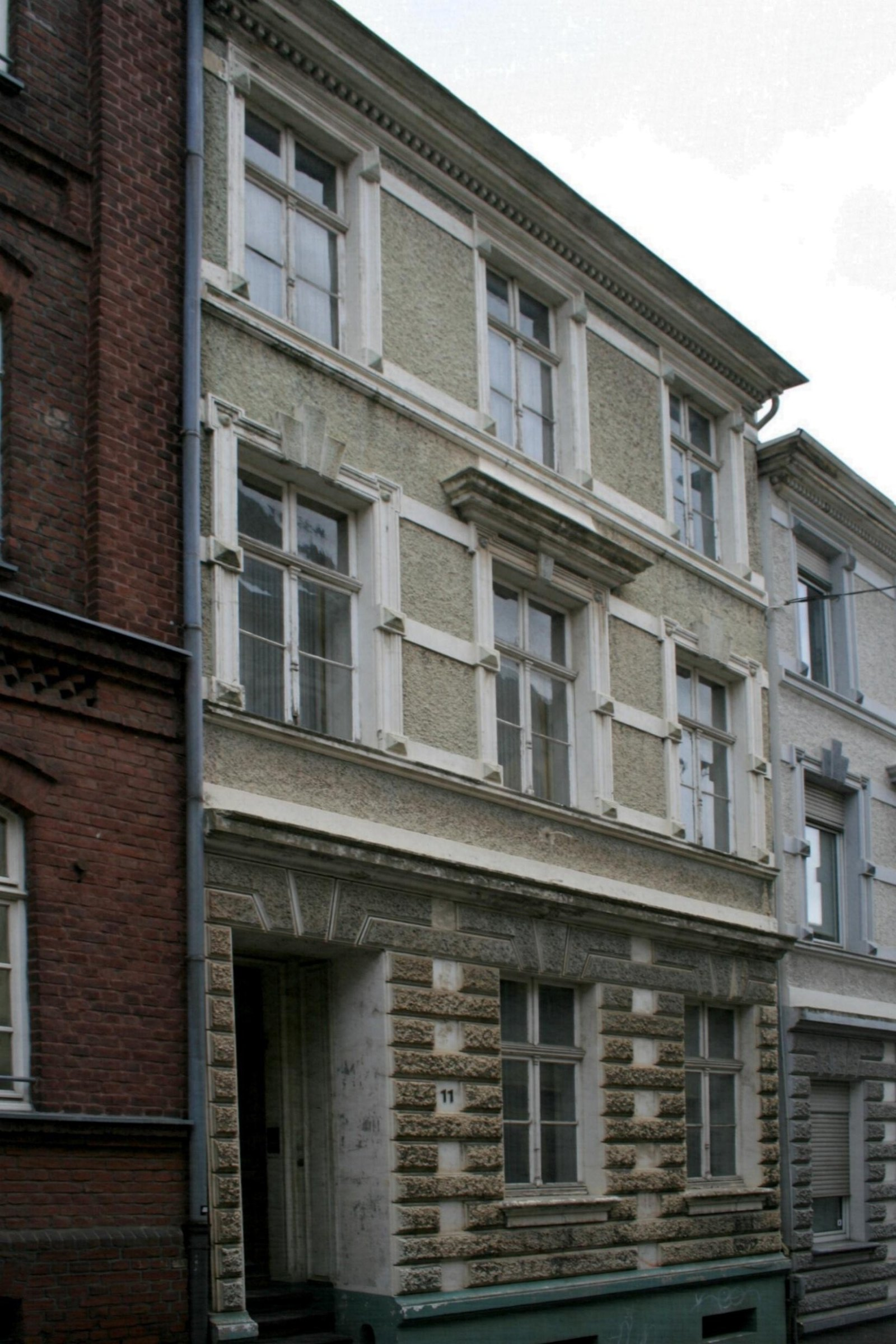
Wohnhaus (2010)

Das Wohnhaus Ludwigstraße 11 befindet sich in Mönchengladbach (Nordrhein-Westfalen) im Stadtteil Gladbach.
Das Gebäude wurde um die Jahrhundertwende 19./20. Jahrhundert erbaut. Es wurde unter Nr. L 006 am 4. Dezember 1984 in die Denkmalliste der Stadt Mönchengladbach eingetragen.

## Architektur
Die Ludwigstraße liegt in der Nähe der westlichen historischen Stadtmauer. Das kurze Straßenstück ist beidseitig fast vollständig mit Historismusbauten erhalten geblieben. Bei dem Objekt handelt es sich um ein dreigeschossiges Wohnhaus mit Satteldach in drei Achsen.